# Falsete

Movimiento de la mucosa durante la voz de Cabeza.

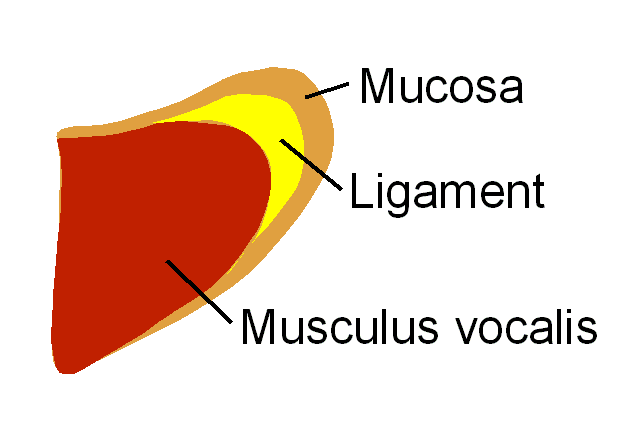
Esquema de una cuerda vocal

El falsete (del italiano falsetto, diminutivo de 'falso') es la técnica en la que se utilizan de manera especial las cuerdas vocales aparte de una forma de emisión vocal en voces tanto masculinas como femeninas, usando la vibración de una parte de las cuerdas vocales. Se utiliza para alcanzar notas más allá del registro normal del cantante, tanto agudas como graves, aunque lo más frecuente es que se emplee para agudos. La principal característica del falsete es el notable cambio de color y timbre de la voz al efectuarse, en comparación de la voz natural del ejecutante.
En general se distinguen dos registros en la voz humana, un registro grave o de pecho y un registro agudo o de cabeza, que es más aguda que la voz natural y en ocasiones inestética. El canto de falsete ha contado con grandes escuelas a lo largo de la historia que han perfeccionado este método de emisión de voz.

## Folclore mexicano
Existe también el término "hacer un falsete" el cual es comúnmente utilizado en la música folclórica mexicana; como mariachi, huapangos, sones huastecos, etc. Este tipo de técnica consiste en pasar abruptamente de voz de pecho a voz de cabeza. Algo que distingue el falsete mexicano de otros tipos de falsete, es que la melodía no se mantiene en voz de cabeza, sino que es tan solo un salto de al menos una segunda mayor hasta una octava completa. Lo más parecido a un falsete mexicano es la técnica de yodel.
En el falsete mexicano se considera que se hizo un "buen falsete" cuando la voz se rompe y se logra apreciar lo que en México coloquialmente se le conoce como "un gallo" pero lo difícil de esta técnica es que a pesar de intencionalmente "romper la voz" hay que lograr hacer un intervalo controlado, afinado, y con un buen balance entre el aire que se permite escapar y la nota a la que se va a aterrizar, ya que el falsete mexicano debe sonar roto y aireado para posteriormente caer a la nota de descanso.

## Historia

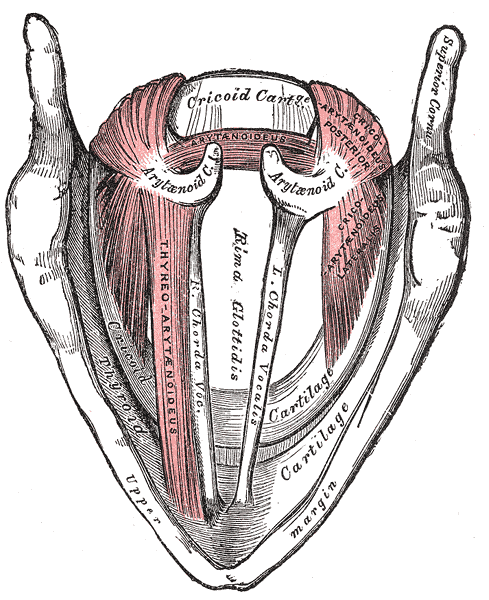
Laringe y cuerdas vocales

En la Europa medieval y renacentista, a las mujeres les estaba prohibido cantar en las iglesias. Por esa razón se utilizaban falsetistas varones que imitaban la voz de las mujeres.
Algunos compositores como Giovanni Pierluigi da Palestrina (1525-1594), escribieron obras destinadas a ser interpretadas especialmente por falsetistas. Muchos de ellos habían perfeccionado de tal forma la técnica, que poseían un timbre de gran claridad y magnífica sonoridad, de tal forma que los visitantes de Roma quedaban sorprendidos cuando escuchaban la música que se interpretaba en sus iglesias, pues creían que era interpretada por mujeres a pesar de que estaba prohibido.
A mediados del siglo XVI, el papa Paulo IV (1476-1559) prohíbe la presencia de cantantes casados en la Capilla Pontificia. A partir de entonces, los falsetistas comienzan a ser sustituidos por cantantes castrados (castrati). Los castrati no eran en realidad falsetistas, pues poseían una voz infantil, no falsa, por lo que se les debe considerar sopranistas. Su último representante fue el cantante Alessandro Moreschi fallecido en 1922.
A partir del siglo XX, a los hombres que reciben educación musical para obtener una voz en falsete más aguda que la natural, se les llama contratenores.
En la música pop del siglo XX y actual, muchos cantantes utilizan el falsete, mejorando de esta forma la expresividad de su voz y consiguiendo en ocasiones unos agudos de mayor belleza que con su voz natural.

## Voz de cabeza
La voz de cabeza (it. voce di testa) es uno de los dos registros básicos de la voz humana. La palabra de cabeza describe la percepción de la resonancia de ese sonido. Las vibraciones son sentidas por el cantante "en la cabeza". Frecuentemente también se encuentra el término cúpula o fondo para describir la misma sensación. 
Sin embargo, la función de la voz de cabeza se produce a través de una función especializada de los labios vocales. En la voz de cabeza, solo la capa mucosa de la laringe vibra, mientras que el músculo vocal y el ligamiento (las "cuerdas vocales") quedan inmóviles. Esa función es la base para un buen piano y un agudo controlado.
En la técnica del bel canto, la voz de cabeza y la voz de pecho se mezclan y así camuflan el passaggio de la voz, a esto se le conoce como "VOZ MIXTA" y es esencial dominar esta técnica para los cantantes profesionales. Esto es casi la garantía[cita requerida] de que el instrumento (la voz) se verá en menor riesgo de afectarse por algún tipo de esfuerzo extra por recorrer a base de presión excesiva de aire todo el registro que cada tesitura exige. Se debe tomar en cuenta que el dominio y madurez de esta fusión de colocaciones se consigue poco a poco, con ejercicios precisos para ello.
La maestra de canto Franziska Martinssen - Lohmann escribe sobre el rol de la voz de cabeza en el canto lírico:
 También en el forte [la voz de cabeza] da la redondez esencial y la belleza vibrante al sonido. Para el agudo de la voz femenina es la parte decisiva. Donde falta, el sonido es duro y ha perdido su nobleza. (Martinssen - Lohmann (1999): 194).
El término es utilizado para la clasificación de registro vocal usado por las sopranos y cantantes con grandes rangos vocales. Desde el siglo XIII Edad Media, las sopranos con grandes rangos utilizaban este registro, sorprendiendo por las notas agudas. Este registro es producido cuando la voz de pecho se pasa a la cabeza para llegar a notas más altas que las de registro en falsete, del Si5 hasta al Do7.

## Música tradicional africana
- El falsete es habitual en la música tradicional africana, sobre todo en el estillo llamado Mbube de Sudáfrica, interpretado a capela por un coro de cantantes varones.[6]